# Agnes Waterhouse
Pour les articles homonymes, voir Waterhouse.
Agnes Waterhouse (v. 1503 en Angleterre - 29 juillet 1566 à Chelmsford, Essex) est une femme exécutée pour sorcellerie en Angleterre, par pendaison.
En 1566, elle est accusée de sorcellerie de même que deux autres femmes : Elizabeth Francis et Joan Waterhouse.
Son procès est typique des procès anglais pour sorcellerie : des accusations absurdes et de l'emphase sur le familier.
Après l'immolation entre autres de Margery Jourdemayne en 1441, ce procès a amené les premières punitions et exécutions pour cause de sorcellerie en Angleterre et a inspiré plusieurs pamphlets sur le sujet de la sorcellerie ainsi que sur les procès particuliers qui constituent une source d'information importante sur ces croyances.

## Postérité
Waterhouse est nommée sur le « plancher de l'héritage » de l'installation The Dinner Party de l'artiste américaine Judy Chicago.